# Maurizio Bolognini
Pour les articles homonymes, voir Bolognini.
 (mai 2024).
La mise en forme du texte ne suit pas les recommandations de Wikipédia : il faut le « wikifier ».
Les points d'amélioration suivants sont les cas les plus fréquents. Le détail des points à revoir est peut-être précisé sur la page de discussion.
- Les titres sont pré-formatés par le logiciel. Ils ne sont ni en capitales, ni en gras.
- Le texte ne doit pas être écrit en capitales (les noms de famille non plus), ni en gras, ni en italique, ni en « petit »…
- Le gras n'est utilisé que pour surligner le titre de l'article dans l'introduction, une seule fois.
- L'italique est rarement utilisé : mots en langue étrangère, titres d'œuvres, noms de bateaux, etc.
- Les citations ne sont pas en italique mais en corps de texte normal. Elles sont entourées par des guillemets français : « et ».
- Les listes à puces sont à éviter, des paragraphes rédigés étant largement préférés. Les tableaux sont à réserver à la présentation de données structurées (résultats, etc.).
- Les appels de note de bas de page (petits chiffres en exposant, introduits par l'outil «  Source ») sont à placer entre la fin de phrase et le point final[comme ça].
- Les liens internes (vers d'autres articles de Wikipédia) sont à choisir avec parcimonie. Créez des liens vers des articles approfondissant le sujet. Les termes génériques sans rapport avec le sujet sont à éviter, ainsi que les répétitions de liens vers un même terme.
- Les liens externes sont à placer uniquement dans une section « Liens externes », à la fin de l'article. Ces liens sont à choisir avec parcimonie suivant les règles définies. Si un lien sert de source à l'article, son insertion dans le texte est à faire par les notes de bas de page.
- La présentation des références doit suivre les conventions bibliographiques. Il est recommandé d'utiliser les modèles {{Ouvrage}}, {{Chapitre}}, {{Article}}, {{Lien web}} et/ou {{Bibliographie}}. Le mode d'édition visuel peut mettre en forme automatiquement les références.
- Insérer une infobox (cadre d'informations à droite) n'est pas obligatoire pour parachever la mise en page.

Pour une aide détaillée, merci de consulter Aide:Wikification.
Si vous pensez que ces points ont été résolus, vous pouvez retirer ce bandeau et améliorer la mise en forme d'un autre article.
Maurizio Bolognini (né le 27 juillet 1952) est un artiste des nouveaux médias. Ses installations se concentrent sur l'esthétique des machines et reposent sur l'activation minimale et abstraite de processus technologiques qui évoluent indépendamment de l'intervention directe de l'artiste, à la croisée de l'art génératif, l'art public et la cyberdémocratie.

## Parcours
Maurizio Bolognini est né à Brescia, en Italie. Avant de devenir artiste des nouveaux médias, il a obtenu des diplômes en études urbaines et en sciences sociales de l'Université de Birmingham, au Royaume-Uni, et de l'Université IUAV de Venise. Il a travaillé comme chercheur dans le domaine des techniques de communication structurées (telles que la méthode Delphi en temps réel) et de la cyberdémocratie, qu'il a ensuite utilisées dans certaines de ses installations interactives. Ses intérêts de recherche et sa vaste gamme d'œuvres d'art se sont concentrés sur trois dimensions principales des technologies numériques :

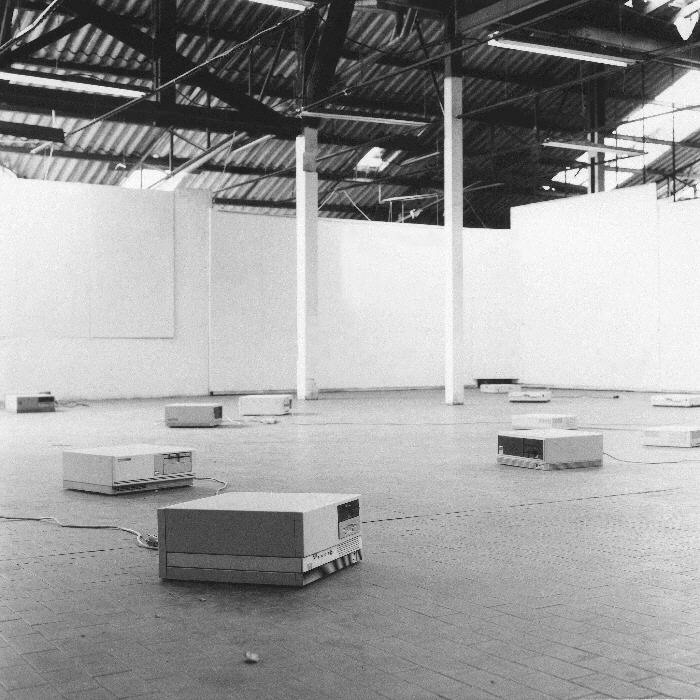
Ordinateurs scellés (Nice, 1997). Cette installation utilise des codes informatiques pour créer des flux infinis d'images aléatoires qui ne seront jamais accessibles au public.

— La possibilité de confier son action artistique à la temporalité infinie de la machine, comme dans ses Machines Programmées. Dès ses débuts en 1988, cette série a introduit le concept de l'infini dans son travail  et s'est concentrée sur « l'expérience de  disproportion (et de disjonction) entre l'artiste et son œuvre, rendue possible par les technologies informatiques » ;
— Les flux spatio-temporels de la communication technologique et l'interaction entre les espaces géographiques et numériques, qui ont inspiré des œuvres telles que Altavista (1996), Antipodes (1998), et Museophagia (1998-99). Ces créations exploitent les flux de communication en ligne en mettant l'accent sur leur infrastructure physique et les combinent souvent avec des actions réalisées lors de voyages sur de longues distances ;
— L'introduction de nouvelles formes d'interactivité fondées sur des techniques de communication structurées et la cyberdémocratie, qu'il a utilisées dans ses œuvres interactives telles que les machines d'intelligence collective CIM (Collective Intelligence Machines, depuis 2000)  et son œuvre ICB (Interactive Collective Blue, 2006).
Certaines de ces œuvres ont été développées grâce à une  coopération intense avec Artmedia, le Laboratoire d'esthétique des médias et de la communication de l'Université de Salerne, et le Laboratoire Musée d'Art Contemporain (MLAC - Museo Laboratorio Arte Contemporanea) de l'Université Sapienza de Rome. En 2003, le MLAC a publié une monographie sur l'œuvre de Bolognini. En 2004, Artmedia a organisé une exposition visant à mettre en lumière une tendance européenne dans l'art des nouveaux médias, basée sur le concept du sublime technologique. L'exposition comprenait des œuvres de Roy Ascott (Anglais), Maurizio Bolognini (Italien), Fred Forest (Français), Richard Kriesche (Autrichien) et Mit Mitropoulos (Grec).

## Machines programmées / Ordinateurs scellés

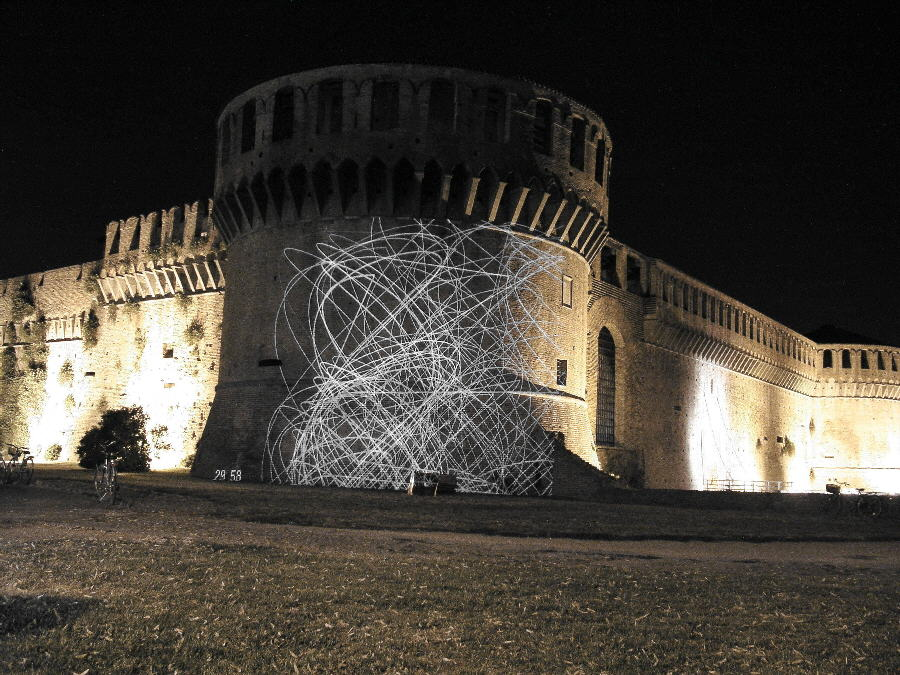
Série SMSMS-SMS Mediated Sublime/CIM (ordinateur, téléphones portables du public, vidéoprojecteur), Imola, Italie, 2006 : une installation interactive qui vise à impliquer le public dans l'expérience de la manipulation et de la consommation du sublime technologique.

En 1988, Bolognini a commencé à utiliser des ordinateurs personnels pour générer des flux d'images aléatoires en expansion continue. Dans les années 1990, il a programmé des centaines de ces ordinateurs et les a laissés fonctionner à l'infini (la plupart d’entre eux fonctionnent encore aujourd’hui). À propos de ses Machines Programmées, il a écrit : « Je ne me considère pas comme un artiste qui crée des images précises, et je ne suis pas simplement un artiste conceptuel. Je suis celui dont les machines ont tracé plus de lignes que quiconque, couvrant des surfaces illimitées. Je ne m'intéresse pas à la qualité formelle des images produites par mes installations, mais plutôt à leur flux, à leur infinité dans l'espace et le temps, et à la possibilité de créer des univers parallèles d'information composés de kilomètres d'images et de trajectoires infinies. Mes installations servent à générer des infinis incontrôlables. » 
Les Machines programmées (et en particulier les Ordinateurs scellés, 1992, qui sont des machines qui, une fois programmées à produire des images fortuites, ont été scellées de manière qu'il soit impossible de les raccorder à un moniteur)  sont considérées parmi ses œuvres les plus significatives. Ces Machines ont été exposées dans de nombreux musées et galeries d’art, en Europe et aux Etats-Unis. En 2003, une soixantaine de machines ont été exposées dans trois expositions simultanées organisées au Laboratoire d'Art Contemporain de Rome, au CACT Ticino (Center for Contemporary Art) en Suisse et au Williamsburg Art & Historical Center de New York. En 2005, le Musée d'Art Contemporain Villa Croce de Gênes, a consacré une rétrospective et une monographie à ces œuvres.
Depuis 2000, Bolognini se concentre sur la combinaison des machines programmées avec des dispositifs de communication, comme dans les machines d'intelligence collective. Il s'agit d'installations interactives connectant certaines de ses machines génératives au réseau de téléphonie mobile, pour permettre une interaction en temps réel de type Delphi entre les membres du public. Ces installations délèguent des choix à la fois aux appareils électroniques et aux processus de communication et de démocratie électronique dans le but d'impliquer le public dans de nouvelles formes « d'art génératif, interactif et public ».
Le travail de Maurizio Bolognini a été considéré comme pertinent pour la théorie du sublime technologique  et l'esthétique du flux (par opposition à l'esthétique de la forme)  et a été considéré comme un développement ultérieur de l'art conceptuel au sein de l'art néo-technologique.